# 206 до н. е.

## Події
- Битва під Іліпою — переломна битва Другої Пунічної війни.
- Лю Бан став імператором, започаткувавши династію Хань (посмертне ім'я — Імператор Ґао, храмове ім'я — Ґаоцзу). Зникла династія Цінь.
- Повстання проти Птолемеїв у Єгипті (206—186 до н. е.)

## Померли
- Цзиін — останній представник династії Цінь, правив у 207 році до н. е.